# Фортеця Хіос
Фортеця Хіос  — середньовічна фортеця розташована в північній частині порту міста Хіос, розташованого на острові Хіос, Греція.

## Історія
Як свідчать археологічні знахідки територія фортеці була забудована ще в еліністичні часи, та перебудовувалась і добудовувалась у римський і візантійський період.
Фортецю почали будувати візантійці у X столітті, проте після реконструкцій, які відбувалися в пізніші части наразі первісні залишки будівель не помітні. Спочатку фортеця охоплювала все місто Хіос, та поступово місто розрослось за її межі, хоча і зараз на території фортеці живуть люди (близько 600 чоловік).
Перебудова фортеці розпочалась за генуезця Мартіно Заккарії у 1328 р. Наступного року фортецю захопили тодішні вороги генуезців — венеційці, проте у 1346 році вона знов повернулась під владу генуезців, які управляли островом до 1556 року коли османські війська султана Сулеймана І під командуванням Алі Паші захопили острів і володіли ним до 1912 року з невеликим проміжком у пів року в 1694 р. (венеційці заволоділи островом в цей період).
Фортеця брала участь у відбитті повстання греків під час Грецької революції у 1822 році. 
Докладніше: Хіоська різанина
У 1912 році острів і фортеця увійшли до складу Греції.

## Архітектура
Фортеця займає площу  180 000 кв. м., мала форму неправильного п'ятикутника, стіни якого були укріплені бастіонами. Одна зі стін - північно-східна омивається морем. Раніше фортецю оточував нині засипаний оборонний рів.
У фортеці зберіглося вісім бастіонів з дев'яти.  Укріплений круглою вежею південний вхід ("Порта Маджоре") в фортецю  був головним та його реконструювали венеційці у 1694 році про що свідчить напис із зображенням лева Святого Марка. З північно-західної сторони є ще один вхід "Пано Портелло", а морські ворота ("Порта ді Марина"), до сьогодні не збереглися.
Фортеця зазнала руйнувань у 1828 році (обстріли) та у 1881 і 1949 роках (землетруси) та через використання матеріалів фортеці для подрібнення зерна під час німецької окупації замку у роки Другої світової війни. Окрім того на початку XX століття південна стіна замку була зруйнована для будівництва набережної.
Будівлі місцевих жителів в межах фортеці є вузькими, мають низьку поверховість та розташовані на тиких же вузеньких вуличках. На території фортеці також розташовано триповерховий Палац Юстініані, датований XV століттям, який був штаб-квартирою генуезької подести, мечеть Байраклі, Медресе, османське кладовище, церква Святого Георгія (у турецькі часи — мечеть Ескі) — на центральній вулиці, турецькі лазні XVIII ст. — в північній частині, в'язниця ("Скотіні Філакі"), в якій у 1822 році ув'язнено перед стратою знатних жителів острова та християнське духовенство. Окрім того в районі фортеці розташована вежа, відома як "Кулас" чи Турецька вежа, напівпідземна цистерна з водою, побудована під час управління островом генуезцями.
В Палаці Юстініані розташована виставка ранньохристиянських мозаїк, візантійських фресок, поствізантійських ікон та різьблення по дереву.

## Статус
Фортеця, є пам'ятником, який охороняється Грецією з 1924 року як місце археологічного та історичного значення.

## Фотогалерея

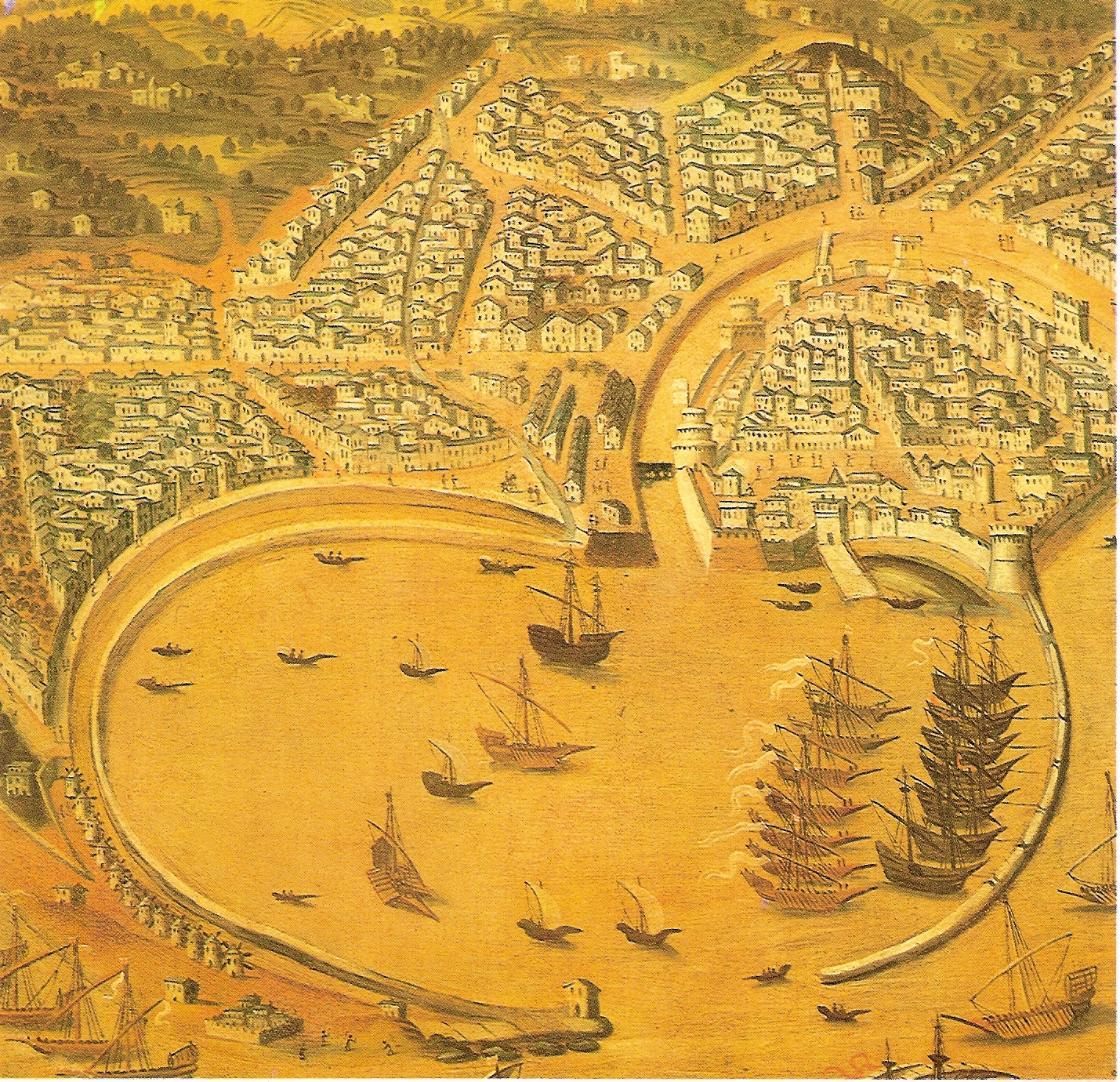
Гавань міста Хіос з фортецею (XVI ст.)
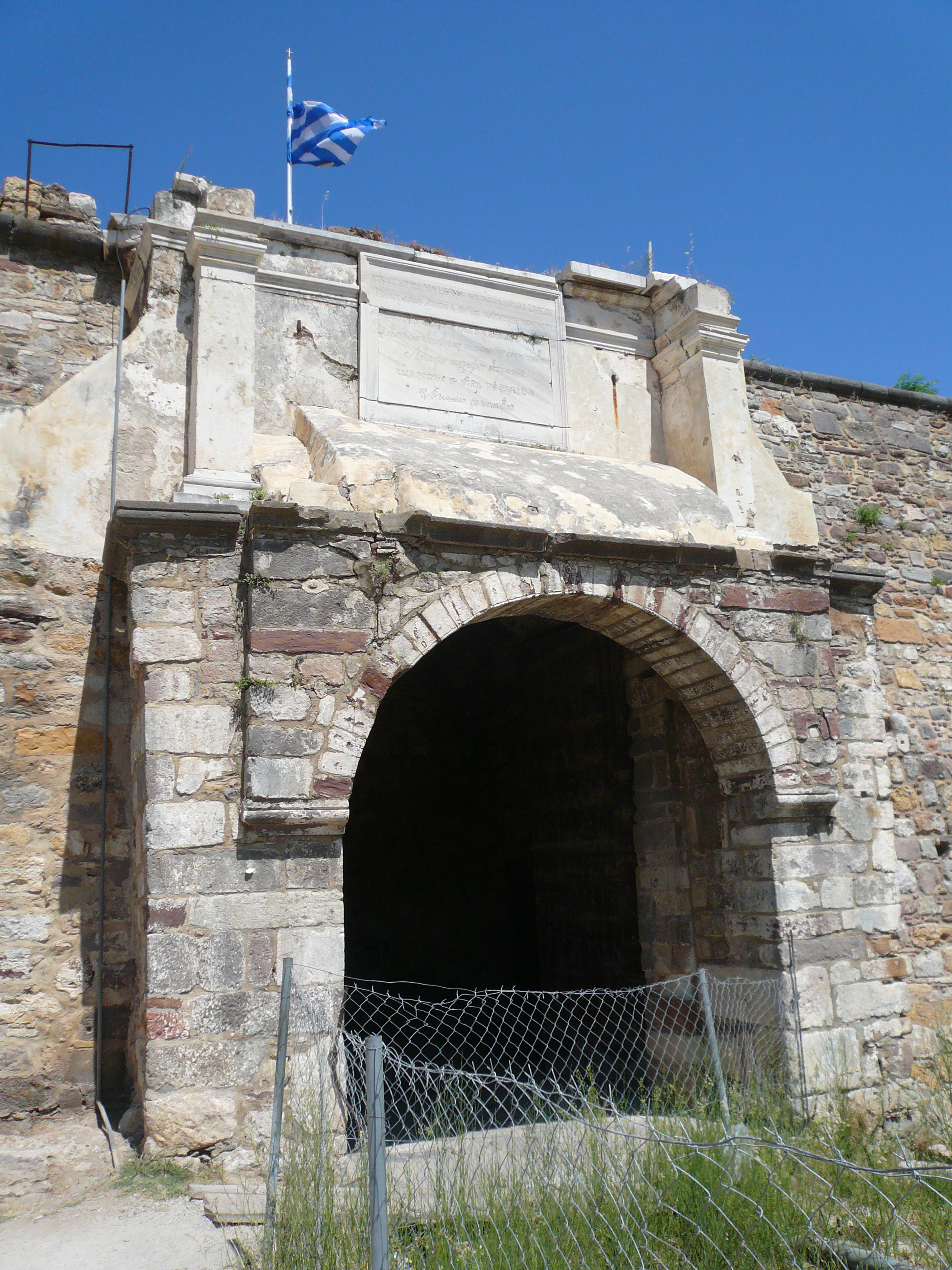
Вхід в фортецю
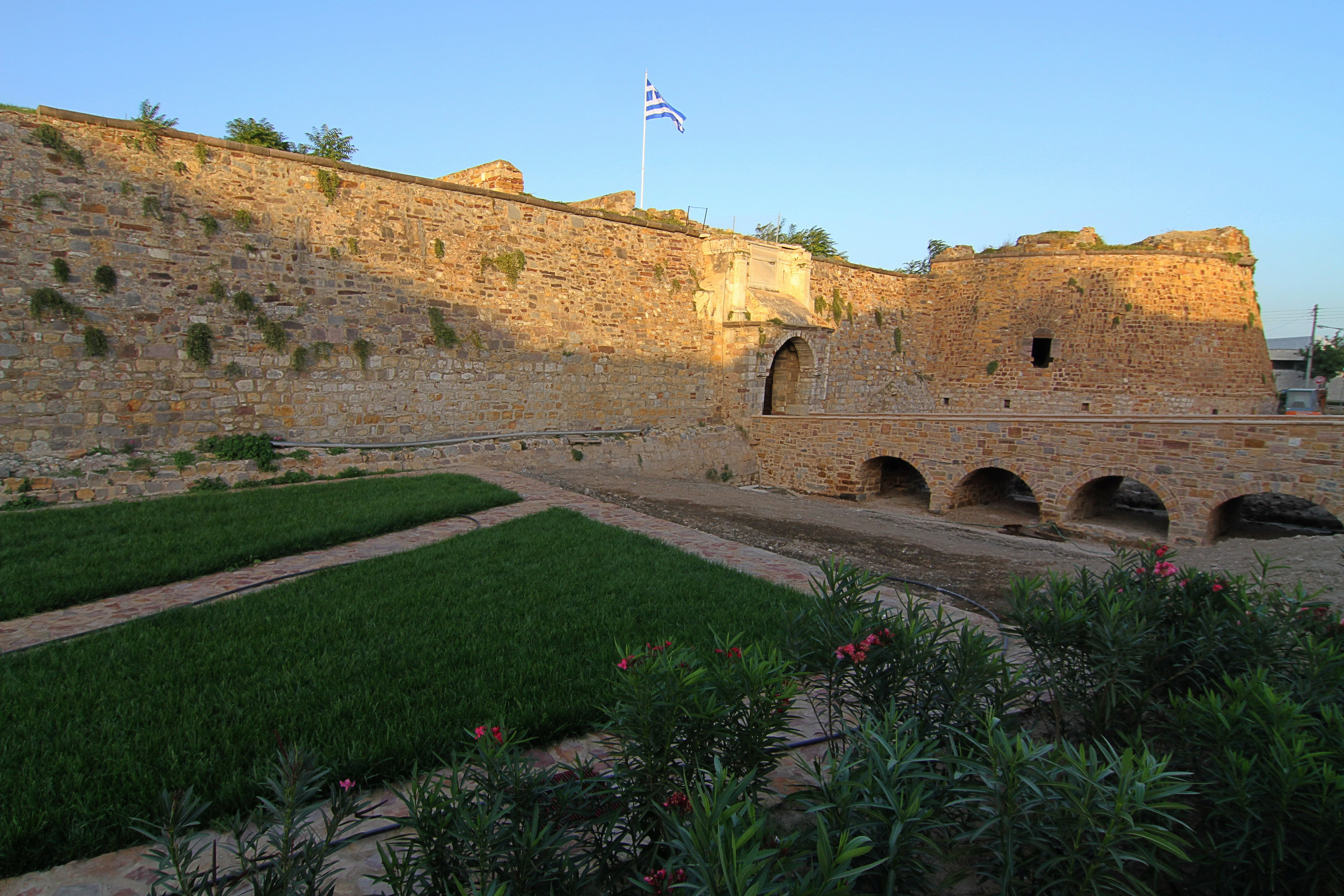
Брама та міст
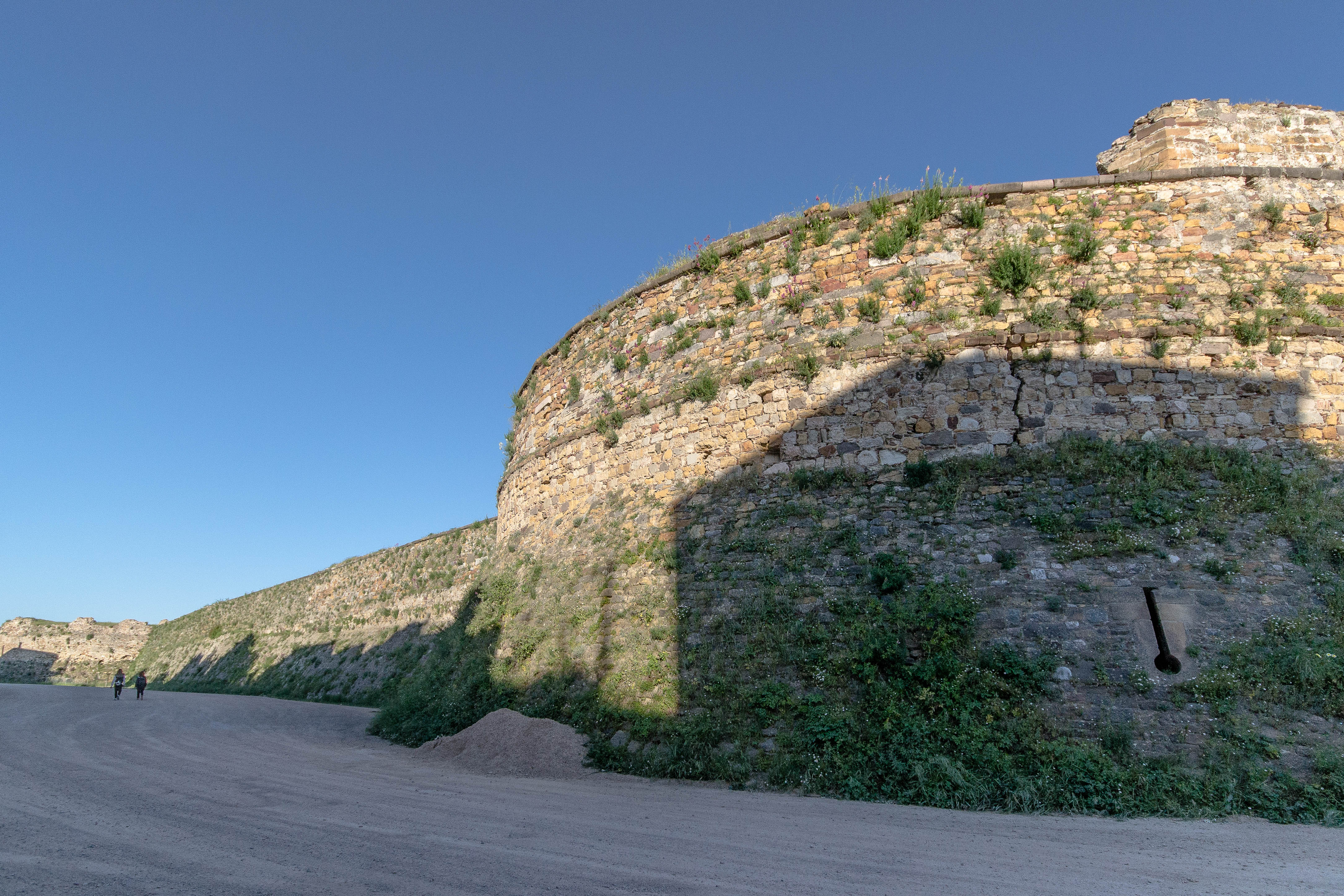
Бастіон та стіна фортеці
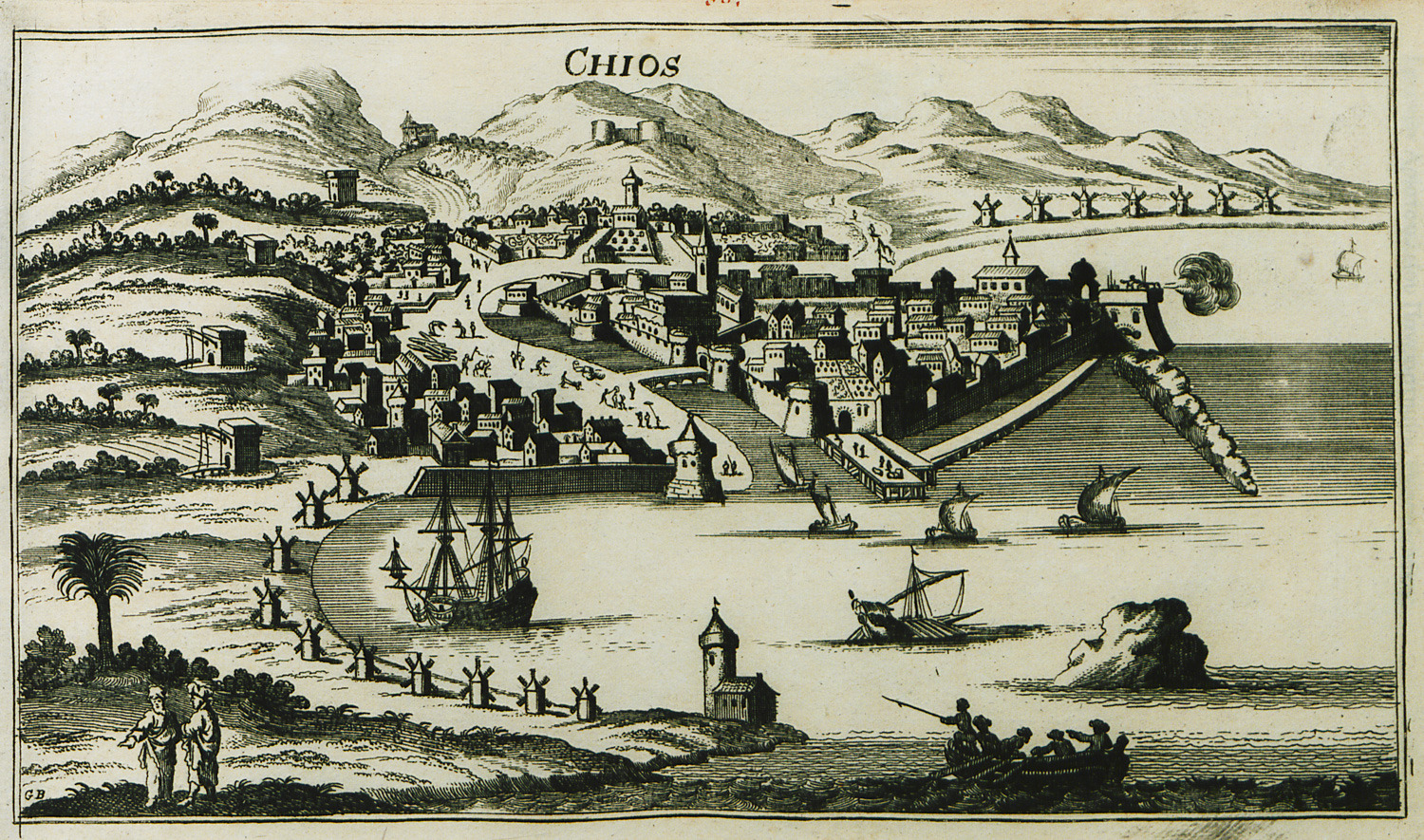
Зображення міста і фортеці (1690 р.)
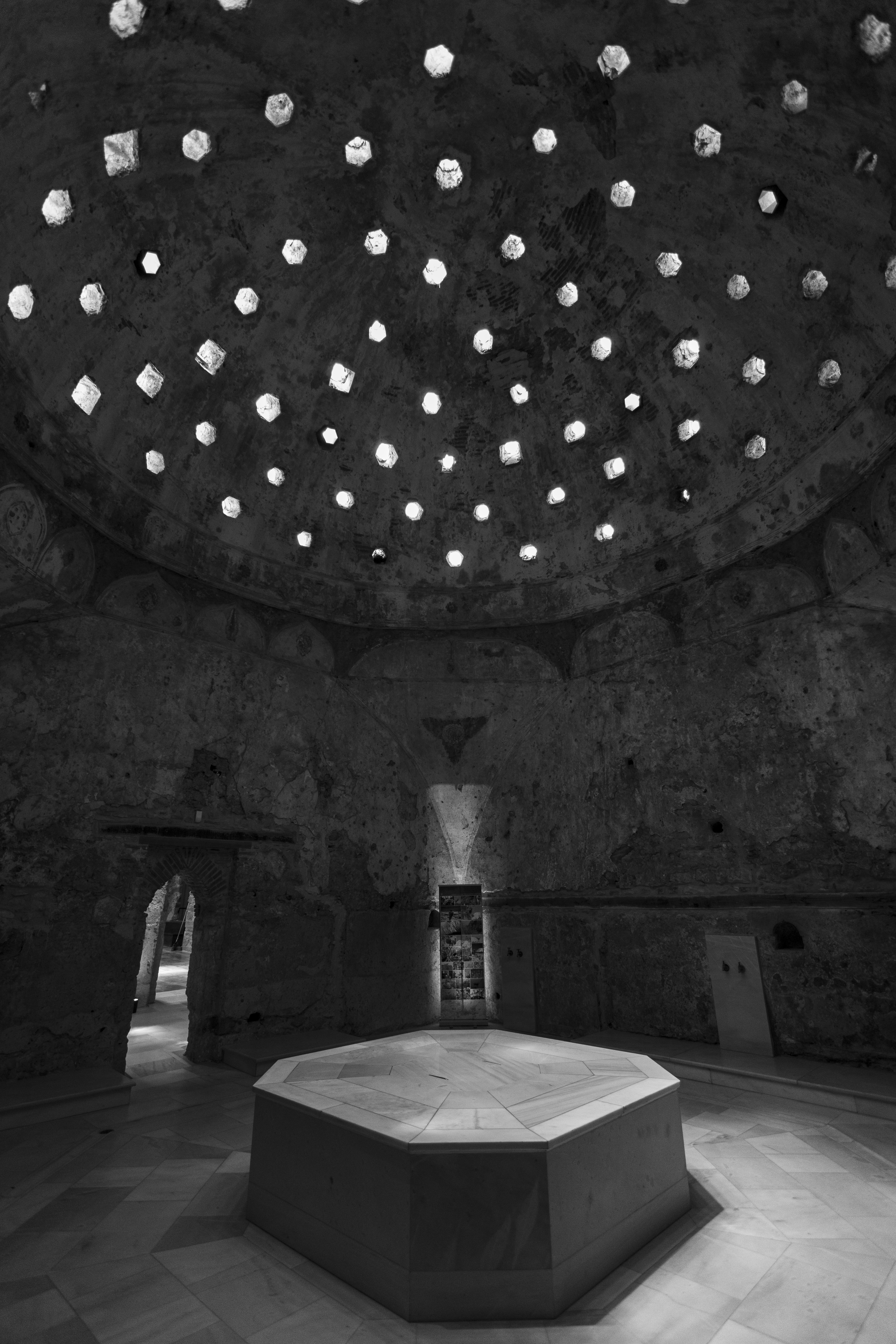
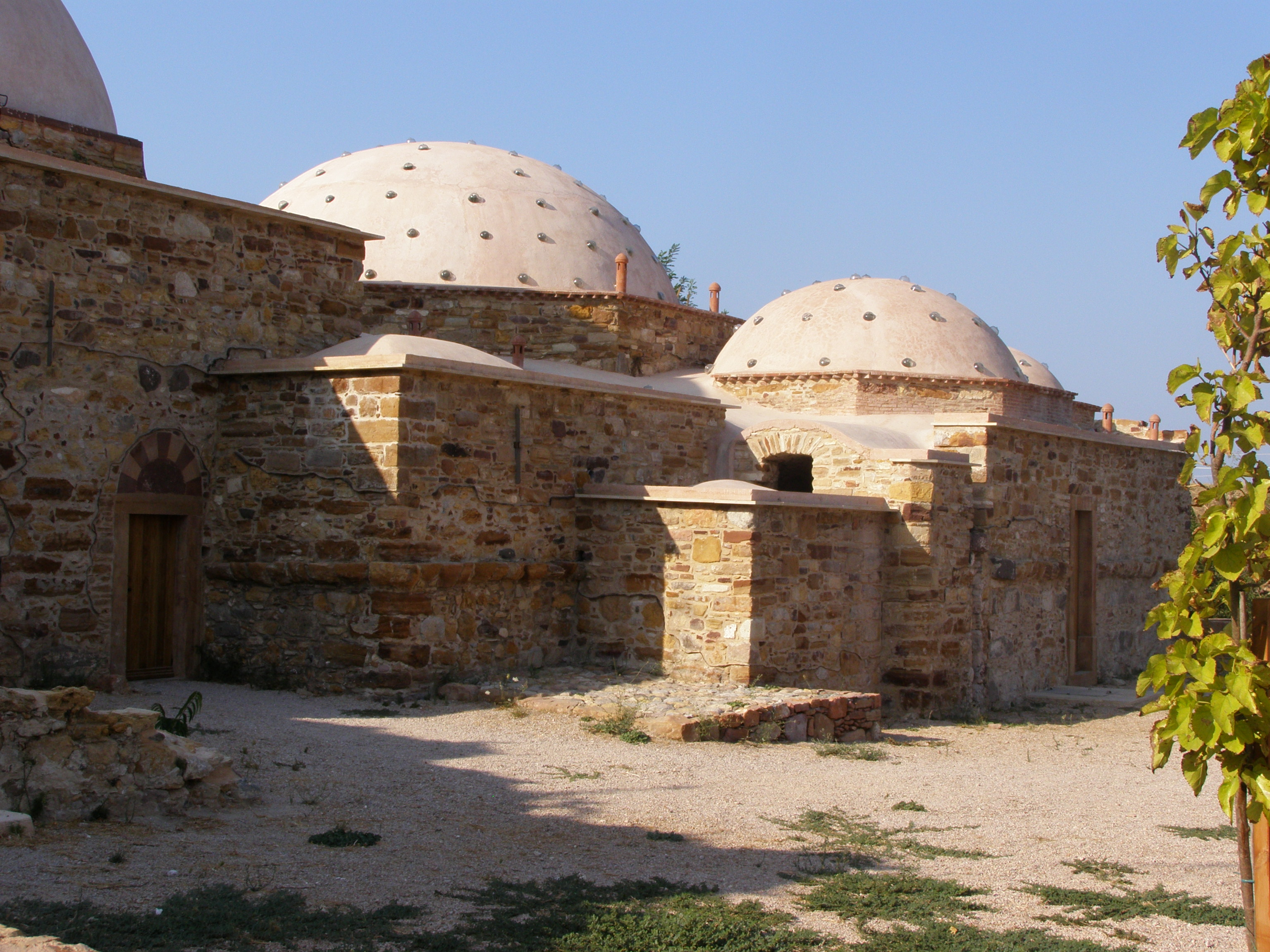

## Див також
Неа-Моні